# Służew Fort
Służew Fort, Służew-Fort lub Służewiec Fort – osiedle w dzielnicy Mokotów w Warszawie.

## Położenie i charakterystyka
Osiedle Służew Fort położone jest na stołecznym Mokotowie, w północno-zachodniej części obszaru Miejskiego Systemu Informacji Służew. Obejmuje 25-hektarowy teren ograniczony od południa aleją Lotników, od zachodu Instytutem Fizyki PAN, na północy aleją Wilanowską, a na wschodzie ulicą Puławską. Przez jego obszar przebiegają m.in. ulice Zygmunta Modzelewskiego, Wita Stwosza i Niedźwiedzia. Leży w pobliżu fortu VIIA „Służewiec”.
Osiedle zostało zbudowane w latach 1972–1977. Jego generalnym projektantem był Tadeusz Mrówczyński. Budynki wielorodzinne to 16-kondygnacyjne punktowce oraz charakterystyczne, 11-kondygnacyjne budynki o długości przekraczającej 200 metrów, wybudowane w technologii wielkopłytowej Wk-70. Pomiędzy budynkami występują stosunkowo duże przestrzenie. W części wschodniej, w okolicy ulic Irysowej i Wita Stwosza zlokalizowano kwartał zabudowy jednorodzinnej. Całość obejmowała 3450 mieszkań, które zaplanowano na ok. 11000 mieszkańców. Zaprojektowano także przedszkola, szkołę podstawową, plac zabaw dla dzieci oraz pawilony handlowo-usługowe.
W późniejszym okresie zabudowę osiedla uzupełniły m.in.: Uczelnia Łazarskiego, Centrum Kulturalne Ojców Barnabitów oraz budynki mieszkalne „Manhattan Place”, „Modra Mokotów” i „Modra 90”.
Osiedle Służewiec Fort, w granicach obejmujących także Instytut Fizyki PAN, od czerwca 2001 roku do stycznia 2016 miało status jednostki niższego rzędu w dzielnicy Mokotów i posiadało Radę Osiedla.